# بخش داگت بروک، شهرستان کرو وینگ، مینه سوتا
بخش داگت بروک (به انگلیسی: Daggett Brook Township) یک منطقهٔ مسکونی در ایالات متحده آمریکا است که در شهرستان کرو وینگ، مینه‌سوتا واقع شده‌است.
 بخش داگت بروک ۹۴٫۳ کیلومتر مربع مساحت و ۴۴۸ نفر جمعیت دارد و ۳۷۵ متر بالاتر از سطح دریا واقع شده‌است.